# Kontradikce
Kontradikce (z lat. contra-dicere, protiřečit) znamená spor nebo protimluv.

## V logice
V logice znamená dvojici takových výroků, že z pravdivosti jednoho plyne nepravdivost druhého a z nepravdivosti jednoho plyne pravdivost druhého. Kontradiktorní mohou být i dva atributy, pokud nemají žádný společný prvek a dohromady pokrývají všechny možné případy. Například výroky „A je bílé“ a „A není bílé“ jsou kontradiktorické, protože pokud platí jeden, nemůže platit druhý a naopak. Konjunkce takových výroků („A je bílé a není bílé“) je vždy nepravdivá, jejich disjunkce („A je bílé nebo není bílé“) je vždy pravdivá (tautologická).
Contradictio in adiecto (lat.) znamená protimluv či spor ve spojení podstatného a přídavného jména, například spojení „kulatý čtverec“.

## Kontrární
Výroky „A je bílé“ a „A je černé“ se sice vylučují, ale z toho, že A není bílé neplyne ještě, že by muselo být černé. Takové výroky nejsou kontradiktorické, nýbrž kontrární (opačné, protivy): nemohou být současně pravdivé, ale mohou být současně nepravdivé. Platí pro ně, že jejich konjunkce je vždy nepravdivá, jejich disjunkce pak může, ale nemusí být pravdivá.

## Kontradikce v sémantice
Pokud si jednotlivé části textu navzájem protiřečí, označuje se takový text za nekoherentní. V běžné mluvě někdy mohou mít kontradikce významovou platnost, která vyplývá ze širšího kontextu: Ten muž není muž. Co je naše je i vaše.

## Ostatní
- V programovacích jazycích (v závislosti na jejich syntaxi) lze zapsat kód A = A + 1. Rovnítko může být term pro přiřazení (např. C/C++), rovnost (např. Pascal) nebo obojí (např. BASIC).
- V angličtině existuje fráze „You can't eat your cake and have it too.“ (Nemůžeš sníst svůj dort a zároveň ho mít.), která se používá, když si někdo protiřečí, jež je příkladem kontradikce.